# Pink Funky
Pink Funky – trzeci minialbum południowokoreańskiej grupy Mamamoo, wydany 19 czerwca 2015 roku przez wytwórnię RBW. Głównym singlem z płyty jest „Ahh Oop!”. Sprzedał się w nakładzie 16 297 egzemplarzy w Korei Południowej (stan na luty 2017).

## Lista utworów
| CD | CD                                                       | CD                                         | CD                                             | CD             | CD      |
| Nr | Tytuł utworu                                             | Tekst                                      | Kompozycja                                     | Aranżacja      | Długość |
| -- | -------------------------------------------------------- | ------------------------------------------ | ---------------------------------------------- | -------------- | ------- |
| 1. | „Freakin Shoes”                                          | Hwasa                                      | Kim Do-hoon, Seo Jae-woo, Hwasa                | Seo Jae-woo    | 2:59    |
| 2. | „Um Oh Ah Yeh” (kor. 음오아예 (Um Oh Ah Yeh))            | Kim Do-hoon, Solar, Moonbyul, Hwasa        | Kim Do-hoon                                    | Seo Jae-woo    | 3:34    |
| 3. | „Ttakkeum” (kor. 따끔, ang. A Little Bit)                | Hwang Seong-jin, Kim Chang-rak, Lee Eun-ji | Hwang Seong-jin, Kim Chang-rak, Lee Seung-yeop | Kim Chang-rak  | 3:49    |
| 4. | „Gapgwa Eul (No no no)” (kor. 갑과 을 (No no no))        | Seo Yong-bae, Park Woo-sang, Moonbyul      | Seo Yong-bae, Park Woo-sang                    | Park Woo-sang  | 3:16    |
| 5. | „Self Camera”                                            | Kim Se-moon, Park Woo-sang                 | Park Woo-sang                                  | Park Woo-sang  | 3:17    |
| 6. | „Ahh Oop!” (kor. AHH OOP! (아훕!)) (z Esną)              | Esna                                       | Esna                                           | Choi Yong-chan | 3:21    |
| 7. | „Um Oh Ah Yeh” (Acappella ver.) (koreańska wer. cyfrowa) | Kim Do-hoon, Solar, Moonbyul, Hwasa        | Kim Do-hoon                                    | Jeon Seung-woo | 1:33    |
| 8. | „Um Oh Ah Yeh” (Instr.) (koreańska wer. cyfrowa)         |                                            | Kim Do-hoon                                    | Seo Jae-woo    | 3:33    |
| 9. | „Ttakkeum” (Instr.) (koreańska wer. cyfrowa)             |                                            | Hwang Seong-jin, Kim Chang-rak, Lee Seung-yeop | Kim Chang-rak  | 3:44    |

## Notowania
| Lista                       | Pozycja |
| --------------------------- | ------- |
| Gaon Weekly Album Chart     | 6       |
| US World Albums (Billboard) | 7       |